# Edgar Borja
Edgar Aníbal Borja Mina (4 de mayo de 1980) es un deportista ecuatoriano que compitió en taekwondo. Ganó una medalla de plata en el Campeonato Panamericano de Taekwondo de 2006 en la categoría de –67 kg.

## Palmarés internacional
| Campeonato Panamericano | Campeonato Panamericano  | Campeonato Panamericano | Campeonato Panamericano |
| Año                     | Lugar                    | Medalla                 | Categoría               |
| ----------------------- | ------------------------ | ----------------------- | ----------------------- |
| 2006                    | Buenos Aires (Argentina) | Medalla de plata        | –67 kg                  |